# ITX-새마을
ITX-새마을(ITX-Saemaeul)은 한국철도공사의 열차 등급 명칭이다. 새마을호를 대체할 목적으로 등장했으며, 2014년 5월 12일부터 경부선, 호남선, 전라선, 동해선, 경전선 등에서 운행을 시작했고 이후 중앙선에 투입되기 시작했다. 법적으로 새마을호와 등급이 동일하며, 운임도 기존과 동일한 요금으로 책정하였으며, 명칭은 대국민 열차명 공모를 통해 선정됐다.
현대로템이 제작한 간선 전기 동차(EMU-150)가 운행되며, 이 차량을 기반으로 탄자니아 철도공사 EMU가 제작·수출되었다.

## 역사
퇴역을 앞둔 새마을호를 대체하는 EMU-150의 명칭을 정하기 위하여 코레일이 실시한 대국민 열차명 공모에 총 1941건이 접수되었다. 이후 2013년 2월 21일, 이후 전문가 심사와 경영진 회의를 거쳐 'ITX-새마을'이 최종 선정되었다.

### 연혁
- 2013년 2월 21일 : 열차 이름을 ITX-새마을로 확정.[2]
- 2013년 9월 1일 : 시운전 시작.
- 2014년 5월 12일 : 여객 영업 개시[3]
- 2014년 6월 1일 : 경전선, 전라선 운행 개시.
- 2014년 6월 30일 : 인천국제공항철도 KTX 운행과 함께 경부선, 호남선, 전라선 증편.
- 2014년 11월 1일 : 중앙선 운행 개시 및 시종착역은 안동역에서 영주역으로 단축.
- 2015년 4월 2일 : 호남선 KTX 운행과 함께 호남선 증편.
- 2016년 12월 9일 : 동해선 운행 개시.
- 2017년 12월 15일 : 강릉선 KTX 개통 및 평창동계올림픽 특별수송기간으로 중앙선 운행 중단.
- 2018년 3월 23일 : 중앙선 운행 재개.
- 2021년 1월 5일 : 중앙선 운행 중지.
- 2022년 11월 5일 : 중앙선 운행 재개.[4]

## 차량·기술 사양
간선 전기 동차로 6량 편성으로 운행되고 자판기가 설치되어 있다.

### 차체
알루미늄 더블스킨 차체를 적용하였다. 선두부는 유선형 강철차체며, 전공일체형 밀착식 연결기가 있다. 연결기 마개는 일반적인 탈착식이다.

### 차호
누리로의 200000번대에 이어 210000번대 차호를 부여받아 운행된다. 총 23편성이 도입되었다.
- 210101-210109~212301-212309 : 2013년 제작

## 운행 노선
| 노선   | 구간              | 번호       | 비고                           |
| ------ | ----------------- | ---------- | ------------------------------ |
| 경부선 | 서울 - 부산       | 1001~1014  | 1003과 1010은 운행하지 않는다. |
| 경부선 | 서울 - 동대구     | 1035, 1036 |                                |
| 동해선 | 서울 - 신해운대   | 1021~1024  |                                |
| 경전선 | 서울 - 진주       | 1031~1034  |                                |
| 호남선 | 용산 - 목포       | 1061~1064  |                                |
| 광주선 | 용산 - 광주       | 1071~1078  |                                |
| 전라선 | 용산 - 여수엑스포 | 1081~1084  |                                |
| 중앙선 | 청량리 - 안동     | 1091~1094  |                                |

## 정차역
필수 정차역은 굵은 글씨로 표현하였다.
- 경부선: 서울-영등포-수원-평택-천안-조치원-신탄진-대전-옥천-영동-김천-구미-왜관-대구-동대구-경산-청도-밀양-삼랑진-물금-구포-부산

- 동해선: 서울-영등포-수원-평택-천안-조치원-신탄진-대전-옥천-영동-김천-구미-왜관-대구-동대구-경산-밀양-구포-부전-신해운대

- 경전선: 서울-영등포-수원-평택[5]-천안-조치원-대전-옥천-영동-김천-구미-왜관-대구-동대구-경산[6]-청도[5]-밀양-진영-창원중앙-창원-마산-함안-진주

- 호남선: 용산-영등포-수원-오산-서정리-평택-천안-조치원-서대전-계룡-논산-강경-익산-삼례-김제-신태인-정읍-장성-광주송정-나주-함평-몽탄[7]-일로-목포

- 광주선: 용산-영등포-수원-평택-천안-조치원-신탄진-서대전-계룡-논산-강경-익산-김제-신태인-정읍-백양사-장성-광주

- 전라선: 용산-영등포-수원-평택-천안-조치원-신탄진-서대전-계룡-논산-강경-익산-전주-남원-곡성-구례구-순천-여천-여수엑스포

- 중앙선: 청량리-덕소-양평-용문-지평-석불-일신-매곡-양동-삼산-서원주-원주-봉양-제천-단양-풍기-영주-안동

## 차내 안내 방송
- 한국어 : 조예신
- 영어 : 리사 켈리

### 음원
- 출발시 : 봄 소나기
- 정차시 : 어린 달
- 종착시 : 날자꾸나

## 사진

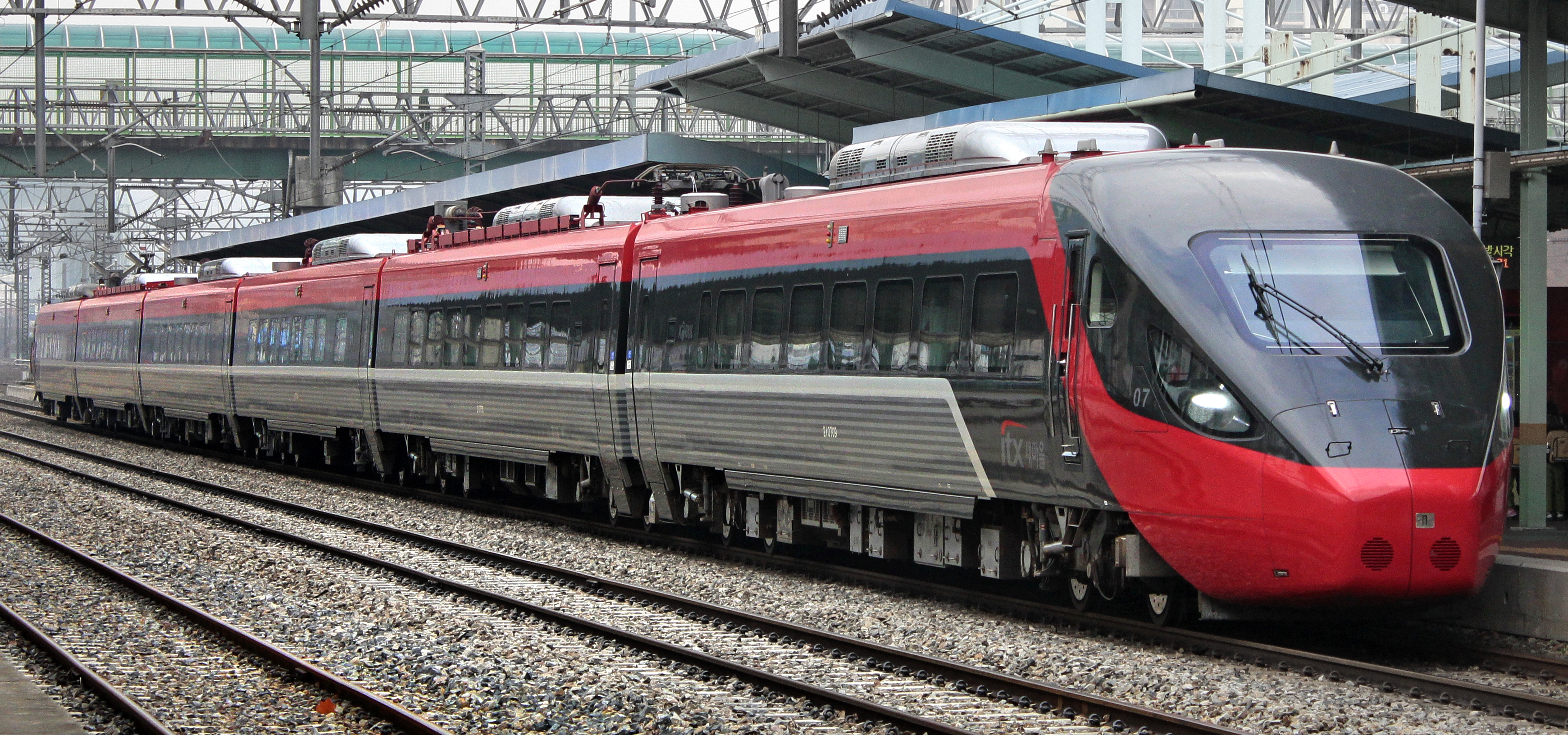
조치원역에 정차중인 ITX 새마을 열차

## 같이 보기
- ITX-마음
- 새마을형 디젤 액압 동차
- 간선 전기 동차